# Sicya neda
Sicya neda là một loài bướm đêm trong họ Geometridae.